# Список королів Стратклайда
Список королів Стратклайду складається з правителів королівства Альт Клут, пізніше, бритського королівства Стратклайд.

## Список монархів королівства Стратклайд
| Роки правління                 | Ім'я                          | Примітки                       |
| ------------------------------ | ----------------------------- | ------------------------------ |
| Королі Аль Клута               |                               |                                |
| ? — ?                          | Конфор Дамнонський            |                                |
| ? — ?                          | Фер ап Конфор                 |                                |
| ? — ?                          | Курсол ап Фер                 |                                |
| ? — ?                          | Клум ап Курсол                |                                |
| ? — ?                          | Кінхіл ап Клум                |                                |
| ? — ?                          | Кінлоп ап Кінхіл              |                                |
| 400 — 440                      | Керетік ап Кінлоп             |                                |
| 440 — 450                      | Кінуїт ап Керетік             |                                |
| 450 — 490                      | Думнагуал I ап Кінуїт         |                                |
| 490 — 560                      | Клінох ап Думнагуал           |                                |
| 560 — 580                      | Тутагуал ап Клінох            |                                |
| 580 — 613                      | Рідерх I ап Тутагуал          |                                |
| 613 — 617                      | Кустеннін ап Рідерх           |                                |
| 617 — 621                      | Нехтон ап Гуїпно ап Думнагуал |                                |
| 621 — 640                      | Белі I ап Нехтон              |                                |
| 640 — 645                      | Еугейн I ап Белі              |                                |
| 645 — 658                      | Гурет ап Белі                 |                                |
| 658 — 693                      | Ельфвін ап Еугейн             |                                |
| 693 — 694                      | Думнагуал II ап Еугейн        |                                |
| 694 — 722                      | Белі II ап Думнагуал          |                                |
| 722 — 752                      | Теудебур ап Белі              |                                |
| 752 — 754                      | Ротрі ап                      |                                |
| 754 — 760                      | Думнагуал III ап Теудебур     |                                |
| 760 — 780                      | Еугейн II ап Думнагуал        |                                |
| 780 — 798                      | Рідерх II ап Еугейн           |                                |
| 798 — 816                      | Кінан ап Рідерх               |                                |
| 816 — 850                      | Думнагуал IV ап Рідерх        |                                |
| 850 — 872                      | Артгал ап Думнагуал           |                                |
| 872 — 878                      | Рун ап Артгал                 |                                |
| Королі Стратклайда або Кумбрії |                               |                                |
| 878 — 889                      | Еохейд ап Рін                 | з 889 року — король Альби      |
| 889 — 908                      | Дональд I ап Еохейд           |                                |
| 908 — 934                      | Дональд II макЕд              |                                |
| 934 — 937                      | Еоган I макДональд II         |                                |
| 937 — 971                      | Дональд III макЕоган          |                                |
| 971 — 973                      | Амдарх макДональд III         |                                |
| 973 — 997                      | Малкольм I макДональд III     |                                |
| 997 — 1018                     | Еоган II макДональд III       |                                |
| 1018 — 1034                    | Донхед I                      |                                |
| 1034 — 1093                    | Малкольм II макДонхед         |                                |
| 1093 — 1097                    | Едмунд I                      |                                |
| 1097 — 1107                    | Донхед II Едгар               |                                |
| 1107 — 1124                    | Давид I                       | з 1124 року — король Шотландії |